# Dumitru Moraru
Dumitru Moraru est un footballeur roumain né le 8 mai 1956 à Bucarest. Il évoluait au poste de gardien de but.

## Biographie

### En club
Avec le club du Dinamo Bucarest, il joue 16 matchs en Coupe d'Europe des clubs champions. Il atteint les demi-finales de cette compétition en 1984, en étant éliminé par l'équipe anglaise de Liverpool.

### En équipe nationale
International roumain, il reçoit 39 sélections en équipe de Roumanie entre 1975 et 1988. 
Il joue son premier match en équipe nationale le 24 septembre 1975 contre la Grèce et son dernier le 30 mars 1988 contre l'Allemagne de l'Est.
Il fait partie du groupe roumain lors de l'Euro 1984.
Il dispute enfin trois matchs comptant pour les tours préliminaires des coupes du monde.
Bon joueur de foot père de vassili moraru et grand père de slavick moraru

## Carrière
- 1972-1974 :  Metalul Bucarest
- 1974-1978 :  Steaua Bucarest
- 1978-1981 :  Sportul Studențesc
- 1981-1989 :  Dinamo Bucarest
- 1989 :  Victoria Bucarest
- 1990-1991 :  IK Start

## Palmarès

### Avec le Steaua Bucarest
- Champion de Roumanie en 1976 et 1978
- Vainqueur de la Coupe de Roumanie en 1976

### Avec le Sportul Studențesc
- Vainqueur de la Coupe des Balkans en 1980
- Finaliste de la Coupe de Roumanie en 1979

### Avec le Dinamo Bucarest
- Champion de Roumanie en 1982, 1983 et  1984
- Vainqueur de la Coupe de Roumanie en 1982, 1984 et 1986
- Demi-finaliste de la Ligue des champions en 1984